# Esthlodora acosmopa
Esthlodora acosmopa är en fjärilsart som beskrevs av Turner 1944. Esthlodora acosmopa ingår i släktet Esthlodora och familjen nattflyn. Inga underarter finns listade i Catalogue of Life.